# Kagan
Kagan oz. veliki kan je bil naziv vrhovnega kana, ki je bil voditelj avarske države oz. kaganata. Kagan je bil izvoljen s strani drugih kanov, ki so mu tako priznali vodstvo. Po navadi je bil to dosmrtni položaj, toda v primeru neuspehov oz. nestrinjanja z njegovo vladavino so ga lahko odstavili in zamenjali z drugim.